# Theophil Waldmeier
Theophil Waldmeier est né le 3 février 1832 à Möhlin et décédé le 10 mars 1915 à Beyrouth. Il fut missionnaire laïc en Éthiopie puis au Liban. Il est le premier Suisse connu membre de la Société religieuse des Amis (quakers).
Selon John Ormerod Greenwood, « aucun quaker de son temps n'a laissé un tel héritage à l'humanité ».

## Biographie

### Jeunesse
Blasius Waldmeier est né le 3 février 1832 à Möhlin (canton d'Argovie), dans une famille catholique aux règles strictes. Il choisira plus tard le prénom de Theophilus, en allemand Theophil, « ami de Dieu ». Lorsque sa grand-mère l'oblige à réciter des rosaires des heures entières, il objecte que Dieu n'écoutera pas des prières dites sous la contrainte, ce qui lui vaut des coups. Sa mère est veuve et lorsqu'elle se remarie, il s'enfuit chez son oncle à Lörrach. Son oncle et sa tante, qui n'ont pas d'enfant, vont l'adopter après le décès de ses parents. Il va à l'école catholique en cette ville allemande proche de Bâle.
Le jeune Waldmeier est très influencé par l'exemple de J. G. Deimler, futur missionnaire en Inde, qui étudie à la Mission protestante de St. Chrischona à Bettingen près de Bâle. Theophil Waldmeier se sent appelé, mais il doit attendre trois ans avant d'avoir l'âge requis pour rentrer à St. Chrischona. Dans l'intervalle il étudie le français à Genève, où il rencontre le pasteur Merle d'Aubigné et fréquente la Chapelle de l'Oratoire et l'Église évangélique de la Pélisserie. Il étudie dès septembre 1856 à St. Chrischona. À la demande de l'évêque protestant de Jérusalem Samuel Gobat, il part comme missionnaire en Abyssinie en 1858 (aujourd'hui en Éthiopie).

### Éthiopie
Seuls les missionnaires laïcs étaient alors tolérés en Abyssinie, c'est donc avec un petit groupe d'artisans que Theophil Waldmeier arrive à Magdala. Il épouse Susan Bell (princesse Sarah Yubdar) en décembre 1859. Elle est une fille du Premier ministre John Bell (conseiller du roi, d'origine irlandaise, tué fin 1860) et appartient à la dynastie Téwodros par sa mère. Il a 27 ans et elle seulement 12 ans, le mariage réunit un millier d'invités.
Un des membres du groupe missionnaire est Karl Saalmüller, il sera un collaborateur de Waldmeier tout au long de leurs aventures africaines et épousera la sœur de Susan Bell. Puis ils collaboreront encore à Broummana au Liban.
En 1860, il demande et obtient du roi l'autorisation de créer une mission à Gaffat (proche de Debra Tabor, district de Bégemeder). Ils sont neuf Européens qui se bâtissent pour commencer douze huttes. Waldmeier ouvre une école pour enfants pauvres, les plus jeunes apprennent à lire et écrire et les plus âgés se forment à un artisanat. La mission diffuse la Bible en amharique.
L’empereur Téwodros II emprisonne en 1864 le consul anglais Cameron et ses relations avec les Européens s'enveniment. Il ordonne des massacres qui n'épargnent ni ses propres sujets ni les Européens. Theophil Waldmeier et le personnel de la mission sont arrêtés le 13 avril 1866, ils assistent à des atrocités et Waldmeier échappe de peu à la mort. Waldmeier bénéficie cependant de la confiance de l'empereur, qu'il connaît très bien. Téwodros II est vaincu par une importante expédition de l'armée anglaise en 1868. Waldmeier se retire alors sur Jérusalem puis Beyrouth avec sa femme et leur fille Rosa. Il part ensuite en Europe, seul, dans l'idée de trouver le moyen de rétablir la mission en Abyssinie.

### Liban: Broummana
Theophil Waldmeier accepte dans un premier temps l'idée d'un travail à Genève, puis on lui propose le poste d'inspecteur des écoles de la mission britannique à Damas et au Mont Liban (British Syrian Schools, fondées en 1860). Après une absence de dix mois en Europe, il retourne à Beyrouth en mai 1869 et se met à l'étude de l'arabe.
En 1869 et 1871, Waldmeier fait la connaissance de quakers venus visiter les British Syrian Schools. Il est touché par les principes religieux dont ils témoignent : « Je n'avais jamais de ma vie entendu prêcher ainsi un mortel. Tout ce (que Sybil Jones) dit se saisit de mon âme et n'y laissa aucune place pour d'autres pensées ». Il devient membre de la Société religieuse des Amis en 1874, lors de son second voyage en Angleterre. Les « Amis » (quakers) soutiennent plusieurs écoles au Proche-Orient depuis les années 1830, leur intérêt est plus philanthropique que missionnaire. Au Liban, Élias Saleeby, qui a bénéficié d'une éducation en Angleterre, s'occupe en 1875 de treize écoles. Celle de Broummana est nommée Darlington Station, car les fonds provenaient de quakers de Darlington.

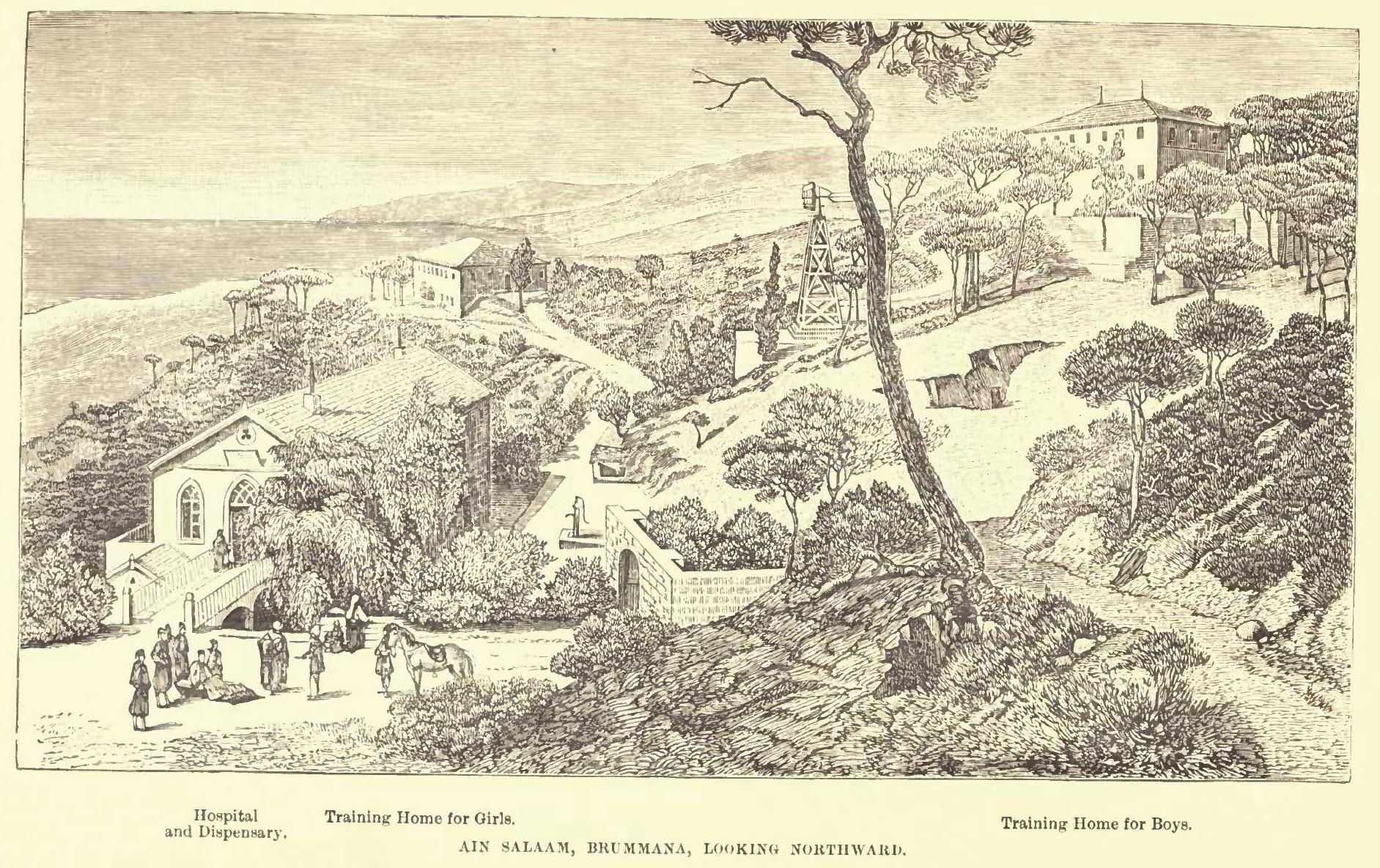
La Mission des Amis à Broummana.

On relate à Waldmeier l'expulsion des missionnaires nord-américains à Broummana en 1831. Il se sent appelé par Dieu : « Go up to those mountains of Brummana ». En juillet 1873, il déménage à Broummana avec sa femme et leurs enfants. Ils vivent quelque temps de leurs économies. Élias Saleeby lui transmet l'école de Broummana avec ses enseignants locaux, un aspect qui est passé sous silence dans l'autobiographie de Waldmeier. Son départ de British Syrian Schools, son ambition personnelle, provoquent la colère de l'évêque Gobat et le refus d'une aide de la Mission américaine. Les premiers soutiens viennent de Berne, de Lausanne et de Neuchâtel pour créer des écoles pour filles et garçons.
Lors de son dernier voyage en Europe, Waldmeier avait eu l'occasion de présenter son projet de mission en Suisse, en Angleterre et en Suède. C'est avec l'aide de Hannah Stafford Allen, une quaker anglaise, qu'est fondée la Friends' Syrian Mission. La mission que Waldmeier avait démarré seul, puis avec l'aide de relations en Suisse, devient un projet soutenu par les quakers d'Angleterre et des États-Unis. Il acquiert du terrain en octobre 1874 à Broummana, pour bâtir un Training Home, en un lieu qui sera renommé Ain Salaam (la fontaine de paix). Une Assemblée de la Société religieuse des Amis (quakers) à Broummana est officiellement reconnue en décembre 1875. Waldmeier précise l'objectif : ce ne sera « ni un orphelinat, ni un asile, mais un home dans lequel nous désirons former un bon nombre de garçons pauvres mais talentueux (...) non seulement pour leur propre bien-être temporel et spirituel, mais encore – guidés par Notre Père céleste – pour l'élévation sociale et religieuse de leurs compatriotes ».
Il rapporte à la fin 1874 que la mission dirige quatre écoles réunissant 110 enfants. D'autres écoles sont créées dans les villages environnants, le Training Home (Centre de formation) pour garçons est construit. Une maison est achetée à Broummana en 1879 pour une nouvelle école, pour les rencontres des mères et comme lieu de culte. Puis sont ajoutés un centre de formation pour jeunes filles, un hôpital et un dispensaire qui occupent une ancienne usine de soie.
La mission comporte une partie de la famille proche de Waldmeier. Son beau-frère et ancien collègue en Abyssinie, Karl Saalmüller, est l'architecte et le maître d'œuvre. Rosa Waldmeier, la fille aînée rescapée d'Éthiopie, épouse en 1883 le médecin de la mission Bessarah Manasseh, à Broummana depuis 1877. Wega Saalmüller, fille de Karl, épouse Thomas Little (1857-1908), à Broummana depuis 1887, Principal de la Maison des garçons de 1895 à sa mort.
En 1883, un comité est désigné pour contrôler la mission de Broummana, Waldmeier est nommé directeur (superintendent). Il obtient qu'une maison soit construite pour sa famille, en un lieu splendide. Puis il marie l'une de ses filles avec un faste éthiopien : cette richesse affichée contraste douloureusement avec la pauvreté des employés locaux de la mission. Son épouse Susane meurt peu après, en juillet 1893. Theophil Waldmeier avait depuis quelque temps un amour secret pour Farida Saleem, une enseignante de la mission. Il est convoqué à Londres pour s'expliquer. Peu après, son poste de directeur est supprimé, il quitte la mission et se marie avec Farida, de vingt ans sa cadette. Ces événements sont décrits tout autrement dans un livre de 1916 : Waldmeier aurait quitté la mission pour répondre à un nouvel appel intérieur.
En 1903, Broummana compte 13 missionnaires et 47 employés locaux. L'école va perdurer sous le nom de Brummana High School (en), et accueillera de plus en plus les enfants de familles aisées.

### Liban: Asfuriya

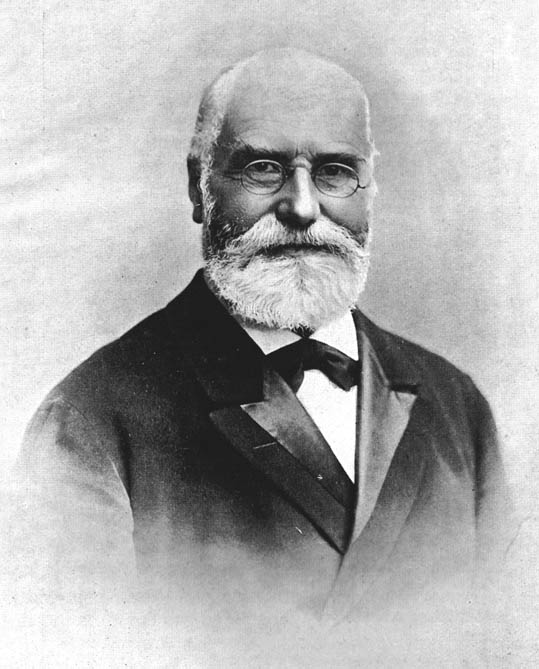
Waldmeier au temps de l'hôpital pour malades mentaux.

Theophil Waldmeier, 64 ans, se lance immédiatement dans un nouveau défi : la création d'un hôpital pour les malades mentaux. L'aliéniste Thomas Smith Clouston de passage à Beyrouth soutient le projet avec enthousiasme. Waldmeier voyage à nouveau en Europe et aux États-Unis durant deux ans, et parvient à réunir les fonds nécessaires. Un comité est créé et une réunion publique annonce en avril 1896 le projet de fondation du « premier foyer pour les malades mentaux en terre biblique ». Le projet est placé sous l'autorité du London General Committee (LGC) qui se réunit pour la première fois le 11 mars 1897 avec pour président le docteur Percy Smith, directeur médical du Bethlem Royal Asylum.
Un terrain est acheté à Asfuriya en avril 1898 et en peu de temps quatorze petits bâtiments sont construits, portant les noms des groupes donateurs. L'hôpital est ouvert le 6 août 1900 avec dix patients. Son règlement est adopté en 1907 : le London General Committee conserve l'autorité supérieure sur l'hôpital, géré par un comité exécutif local. La propriété devient en 1912 un Wakf, une fondation religieuse, avec la condition que l'hôpital reste international et interreligieux.
La collaboration avec Waldmeier est cependant toujours aussi difficile. Il est à nouveau convoqué à Londres en 1910, il a 78 ans : on lui demande d'abandonner la direction de l'hôpital. Habitant toujours sur place, il continue à intervenir. Le comité le prie en 1914 de déménager à Beyrouth où il meurt le 10 mars 1915.
L'hôpital sera connu sous le nom de Lebanon Hospital for the Insane, puis dès 1938 Lebanese Hospital for Mental and Nervous Disorders.

## Famille
Susan Bell et Theophil Waldmeier, mariés le 4 décembre 1859 à Magdala, ont eu au moins 14 enfants dont au moins six sont morts en bas âge. Susan meurt en juillet 1893. Waldmeier (64 ans) épouse en secondes noces Farida Saleem (43 ans) le 17 avril 1896 à Beyrouth, deux jours après avoir quitté Broummana. Farida meurt en mars 1943.
Sur les enfants de Susan et Theophil nous savons ce qui suit. Quatre garçons nés en Éthiopie sont décédés à Gaffat avant avril 1866, un cinquième décède à Debra Tabor en 1867 pendant la période de détention. Rosa Waldmeier, rescapée d'Éthiopie, née probablement en 1863, épouse en 1883 le docteur Besharah Manasseh (?-1926), responsable de l'hôpital de la mission.
Le 3 juillet 1873, quand la famille part pour Broummana, Rosa reste dans une école à Beyrouth, trois autres enfants dont un bébé font le voyage à dos de mulets, il s'agit probablement de Theophil, Fritz et Augusta. Theophil est né pendant le voyage de Waldmeier en Europe fin 1868-début 1869, il est mort en 1917 du typhus et semble avoir été le « mouton noir » de la famille, souffrant d'alcoolisme. Fritz devient médecin. Augusta Waldmeier épouse en 1892 Rudolf Heer, originaire du canton de Glaris.
À Broummana naissent encore Hannah, Lily, Alfred et Édouard. Une autre Lily est décédée en 1878. Hannah épouse M. Newson (irlandais), puis Algernon Omar Holland (anglais) en 1915, elle écrit en 1936 un livre sur Hailé Selassié et décède en 1936.
Selon Peter Ustinov, sa grand-mère Magdalena serait l'une des filles de Susan Bell et Theophil Waldmeier, née « sous une tente durant la bataille de Magdala ». Cependant Theophil ne mentionne jamais ce prénom, Magdalena, ni l'existence d'un autre enfant que Rosa sur le chemin qui les mena à Jérusalem. Peter Ustinov écrit que les origines de sa grand-mère sont restées « obstinément mystérieuses ».

## Personnalité

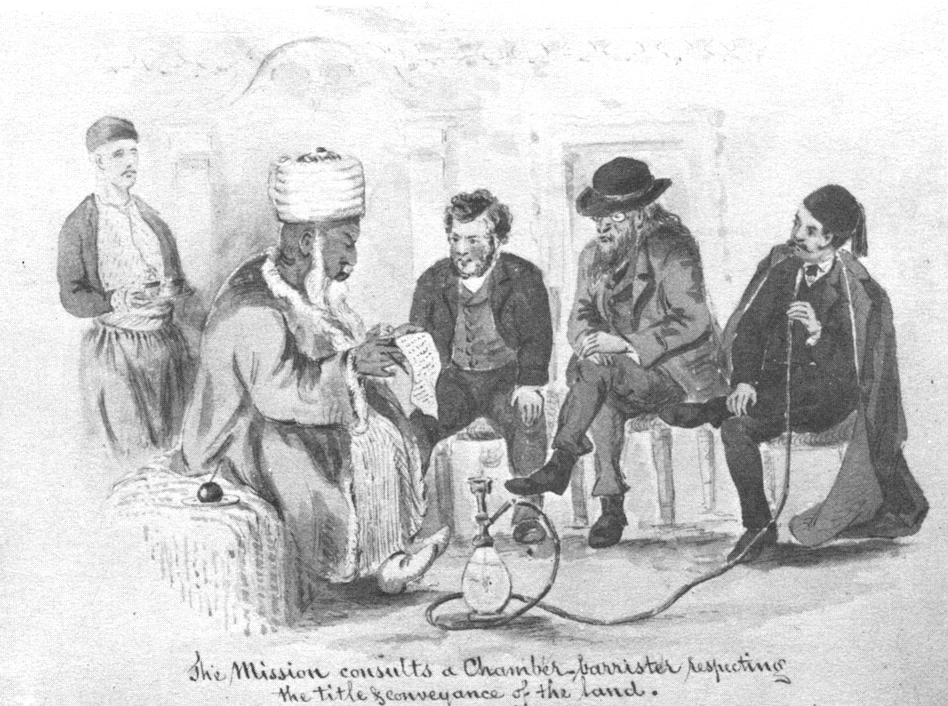
Rencontre avec un juriste à Beyrouth, 1876. Aquarelle de T. Waldmeier.

Greenwood décrit Waldmeier comme un leader, grâce à « son énergie, son intelligence et son charme (mais aussi sa ruse et son égocentrisme, son absence de scrupules, combinés avec son courage physique et moral) ». Greenwood affirme que sans la langue persuasive de Waldmeier, ni Broummana ni Asfuriya ne se seraient construits : il offrait à son public (de donateurs) ce qu'ils désiraient, « not truth, but drama » (pas la vérité, du théâtre). Il était au Liban un missionnaire de facto, sans jamais avoir été envoyé par les Amis. Il a adhéré sincèrement aux principes quakers, mais n'a jamais vécu dans une communauté quaker : « il ne connaissait rien à la discipline de la pratique quaker ».
Theophil Waldmeier était aussi un dessinateur, à l'aquarelle et à l'encre. Deux carnets de croquis des années 1875 et 1876 sont conservés, album de famille d'une part, témoin de la vie des villageois du Mont Liban d'autre part. Ces dessins montrent son sens de l'humour, en particulier quand il se représente lui-même.
Un autre aspect de sa personnalité est sa passion pour les arbres. Dès l'achat des terrains à Broummana, il fit planter un grand nombre de sapins, pins, mûriers et figuiers. Les Amis français lui firent parvenir 200 plants d'arbres fruitiers et d'Australie, on lui envoya des eucalyptus. Waldmeier exprimait son inquiétude sur la disparition de la forêt de cèdres du Liban.

## Œuvres
Autobiographie
L'autobiographie de Theophil Waldmeier, « un récit de dix années vécues en Abyssinie et seize années en Syrie », est une riche présentation des lieux et des sociétés qu'il a rencontrés. Ce livre est terminé à Broummana en 1886, l'auteur a alors 54 ans. Il décrit concernant l'Éthiopie : son histoire, la géographie, la langue (Amharique), les religions et les coutumes, les missions, la guerre avec l'Angleterre et l'esclavage. Au Liban, il fait l'historique de Beyrouth et du Mont Liban, il décrit la géographie et la botanique, l'industrie de la soie, les écoles, les missions étrangères et chaque religion locale (les Druzes, Grecs orthodoxe, Grecs catholique, maronites, ismaéliens). Il raconte le développement de son travail, les écoles, le soutien des quakers de Suisse, d'Angleterre et des États-Unis.
- (en) Theophilus Waldmeier, The autobiography of Theophilus Waldmeier, missionary : being an account of ten years' life in Abyssinia ; and sixteen years in Syria, London, Zug, S.W. Partridge, 1886, xiv, 339 (lire en ligne)
- (en) Theophilus Waldmeier, edited by Stephen Hobhouse, with a foreword by Rendel Harris, The autobiography of Theophilus Waldmeier comprising ten years in Abyssinia and forty-six : with some description of the peoples and religions of these countries, Londres, The Friends' Bookshop, 1935 (1925), xv, 317Réédition complétée après le décès de l'auteur Greenwood fait remarquer que cette autobiographie est loin d'être complètement cohérente ou entièrement fiable[Note 8]

Autres textes de T. Waldmeier
À peine a-t-il quitté l'Abyssinie, Waldmeier publie un glossaire amharique et ses mémoires en anglais (rapidement traduites en plusieurs autres langues européennes). Il traduit aussi en amharique un extrait (Christ is all and in all).
- (de) Theophil Waldmeier, bevorwortet von Dr. L. Krapf, Wörter-Sammlung aus der Agau-Sprache von Th. Waldmeier,... Von einem Freund der orientalischen Sprachen zum Druck befördert, St. Chrischona (Basel), Pilgermissions-Buchdruckerei, 1868, 29 p.Documents rassemblés pour Johann Ludwig Krapf — Agau désigne les anciennes populations occupant le nord et centre du plateau éthiopien
- (de) Theophil Waldmeier, Erlebnisse in Abessinien in den Jahren 1858-1868, Bâle, C. F. Spittler, 1869 (réimpr. Bevorwortet von Dr. L. Krapf), 139 p.Traduit en suédois, français et arabe, avant 1886[23].
- (en + am) Christ is all and in all. Translated from the English into Amharic... (trad. Waldmeier, Theophil), Basle, C. F. Spittler, 1874, 15 p.

### Sources
Générales
- (en) The autobiography ..., version de 1886 (online), mentionné ci-dessus
- (en) Greenwood, chap. III de Whispers of Truth ..., 1978, mentionné ci-dessus

St. Chrischona
- (de) Brüderverzeichnis Nr. 876, fiche personnelle dans les archives de Pilgermission St. Chrischona.

Éthiopie
- (en) The Tewodros Dynasty

Liban
- (en) Brummana High School (BHS) — Voir : School Profile - History
- (en) Brummana High School Old Scholars Association - History
- (en) Brummana History
- (en) Quaker Peace and Social Witness — Archives de Library of the Religious Society of Friends à Londres, dont Friends Syrian Mission.
- (en) Lebanon Hospital for Mental and Nervous Disorders — Archives de la School of Oriental and African Studies Library à Londres.
- (en) Henry Rollin, One hundred years ago: A hospital for the insane in Syria, in "The British Journal of Psychiatry" (2003) 183: 264, cite un article paru dans "The Lancet", 17 January 1903, 189.
- (en) Saudi Aramco World, Vol.26 No.4 July/August 1975 A Swiss in Lebanon & Vol.27 No.1 Jan./Feb. 1976 Waldmeier's Watercolors.